# Portlligat
Portlligat, ou Port Lligat, est un  village de pêcheurs de la comarque d'Alt Empordà, dans la province de Gérone, au nord de la Catalogne, en Espagne. 
Il est situé sur le cap de Creus, parc naturel maritime et terrestre, à 2 km au nord de Cadaqués, dont il fait partie.

## Toponymie

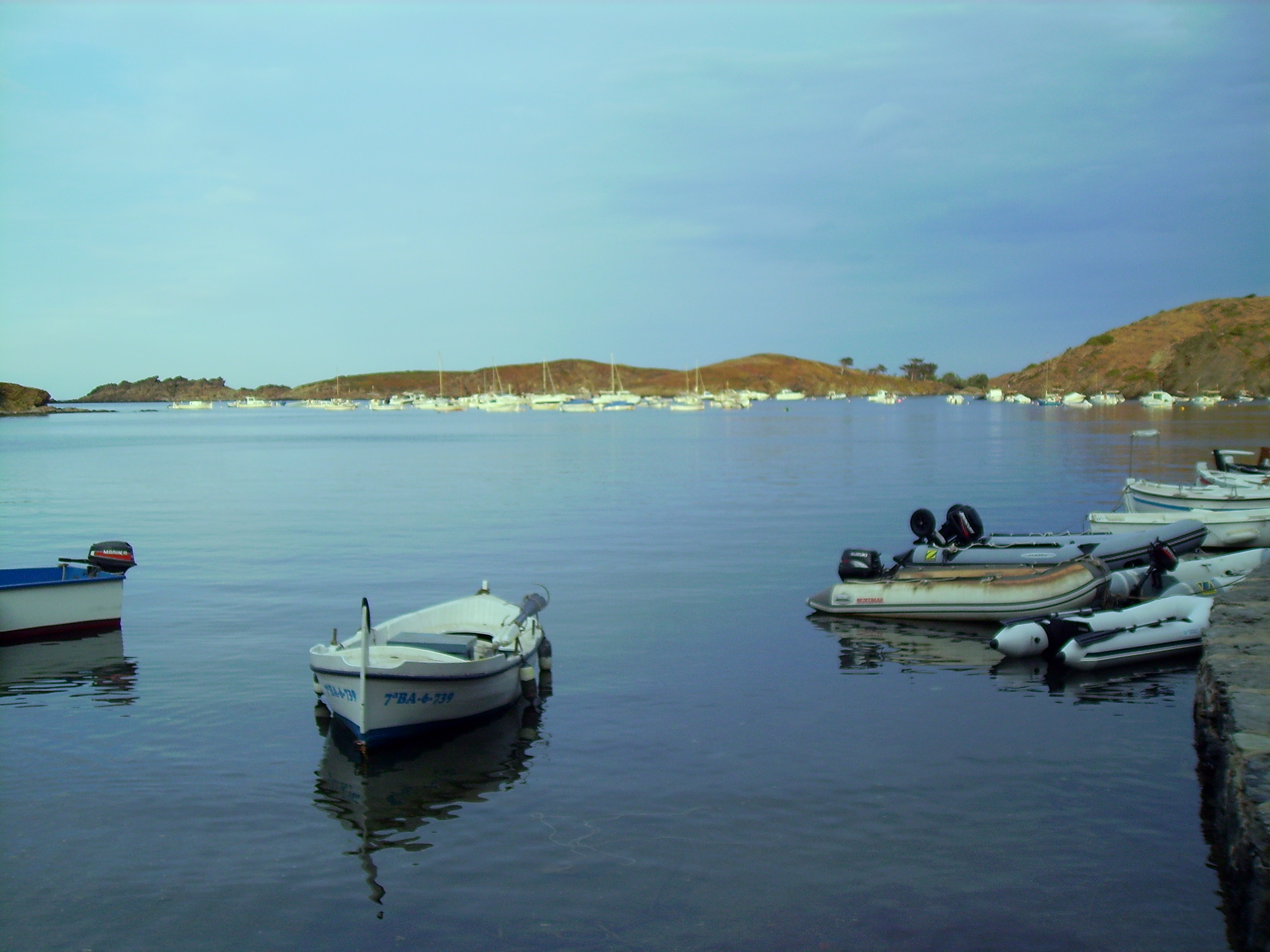
Portlligat.

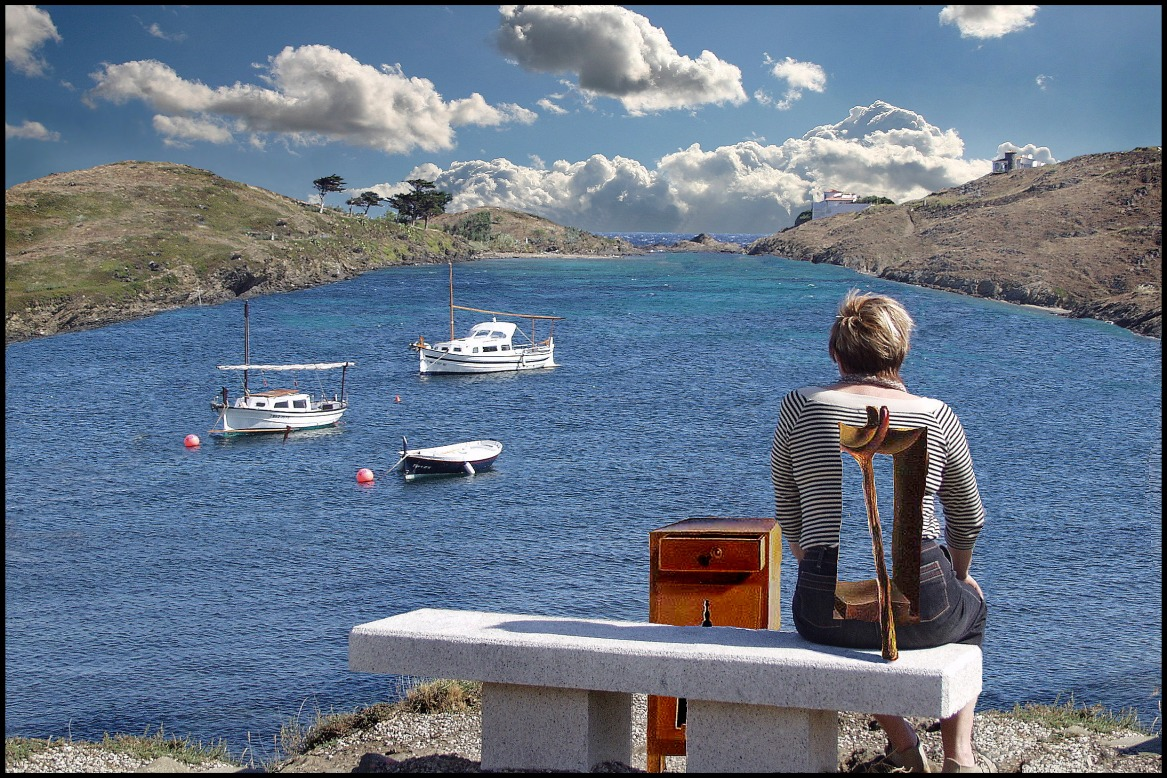

Port Lligat littéralement en catalan « Port Lié », ou « Port Fermé », est une référence au port construit sur une baie fermée par des îles. Les graphies Port Lligat et Port-Lligat sont répandues, bien que pour la mairie du village, seule l'orthographe Portlligat soit correcte.

## Géographie
L'orographie de Port Lligat est caractérisée par une petite baie séparée de la Méditerranée par une grande île - le  « tap » (bouchon) ou « Illa del Correu », île du courrier. Elle constitue l'île principale de Port Lligat et fut immortalisée par Dali dans plusieurs de ses œuvres La madonna de Portlligat, Christ de Saint-Jean de la Croix et La Dernière scène. Une seconde île sépare le port de la mer, la petite île de Sa Farnera.
L'entrée principale de la baie par la mer se fait par le canal formé par l'île de Sa Farnera et le littoral, bien qu'il existe un autre accès via un petit chemin entre l'Île de Port Lligat et le littoral (Ses Buquelles), quoique sa faible profondeur et la grande quantité de rochers en limite l'usage aux petites embarcations.
Port Lligat est l'une de les zones où l'on rencontre le lépidolite.

## Dalí et Portlligat
Ce village est mondialement connu pour avoir abrité la résidence principale du peintre espagnol Salvador Dalí devenu depuis 1997 le musée Fondation Gala-Salvador Dalí. Sa présence a fortement préservé le lieu, car il exigeait de ne voir aucune construction dans son panorama. 

Le peintre se disait 

« lié à jamais à ce Portlligat – qui veut dire port lié ‐ où j’ai défini toutes mes vérités crues et mes racines. Je ne suis chez moi qu’en ce lieu ; ailleurs je campe. »

Le peintre a représenté en arrière-plan de nombre de ses tableaux la plage, la crique et les rochers de l'entrée de la baie (Fernera), qu'il voyait de sa fenêtre. Ces éléments devinrent récurrents à partir du Grand Masturbateur (1927) jusqu'à ses œuvres les plus tardives, devenant d'après Robert Descharnes « toile de fond et rideau de scène » de l’œuvre de Dali.
Un second élément récurrent de l’œuvre dalinienne est pris à la baie de Port Lligat : les rochers qu'il exploita à la fois en tant que tels et comme autoportrait sous forme du Grand Masturbateur, notamment dans la toile homonyme (le Grand Masturbateur, 1927), voire sous les deux formes à la fois (La Persistance de la mémoire, 1931) tout au long de sa vie.
Ces éléments se retrouvent également dans ses œuvres mystiques telles que Christ de saint Jean de la Croix (1951), La Madone de Port Lligat (1949), Corpus hypercubus (1954), La Dernière Cène (1955).
La maison de Salvador Dalí
Salvador Dalí y fit construire sa maison, devenue aujourd'hui un musée. Séduit par le lieu dès les années 1930, il acheta une petite cabane de pêcheurs qu'il transforma en « véritable structure biologique » d'après ses termes. Elle constitue son unique résidence stable, partagée avec son épouse Gala jusqu'en 1982.

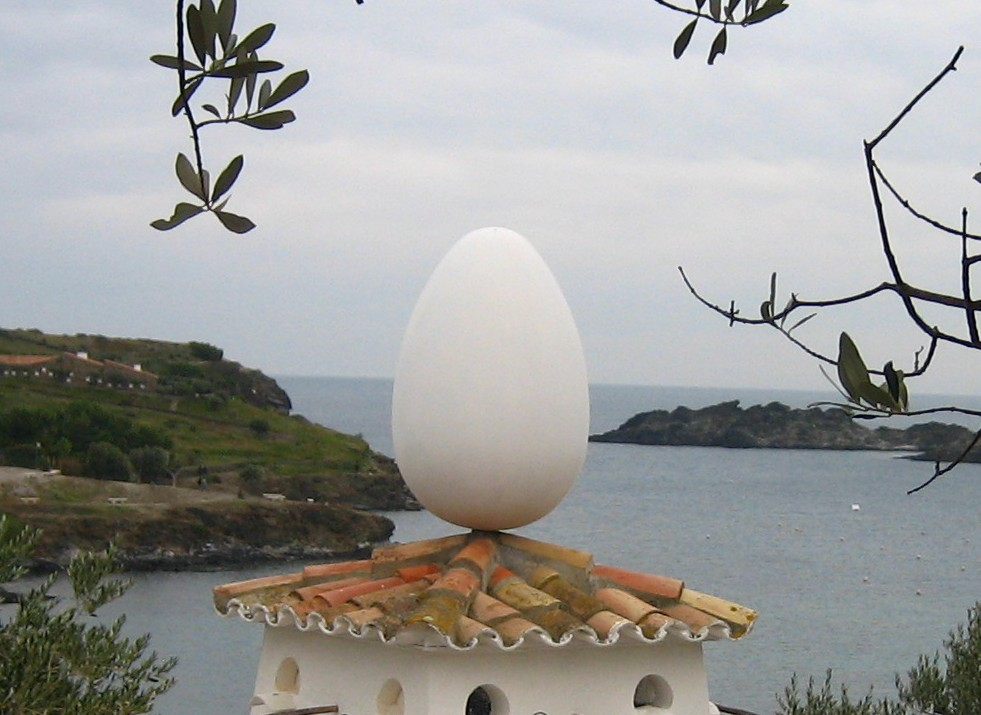
Portlligat depuis la maison-musée de Salvador Dalí.
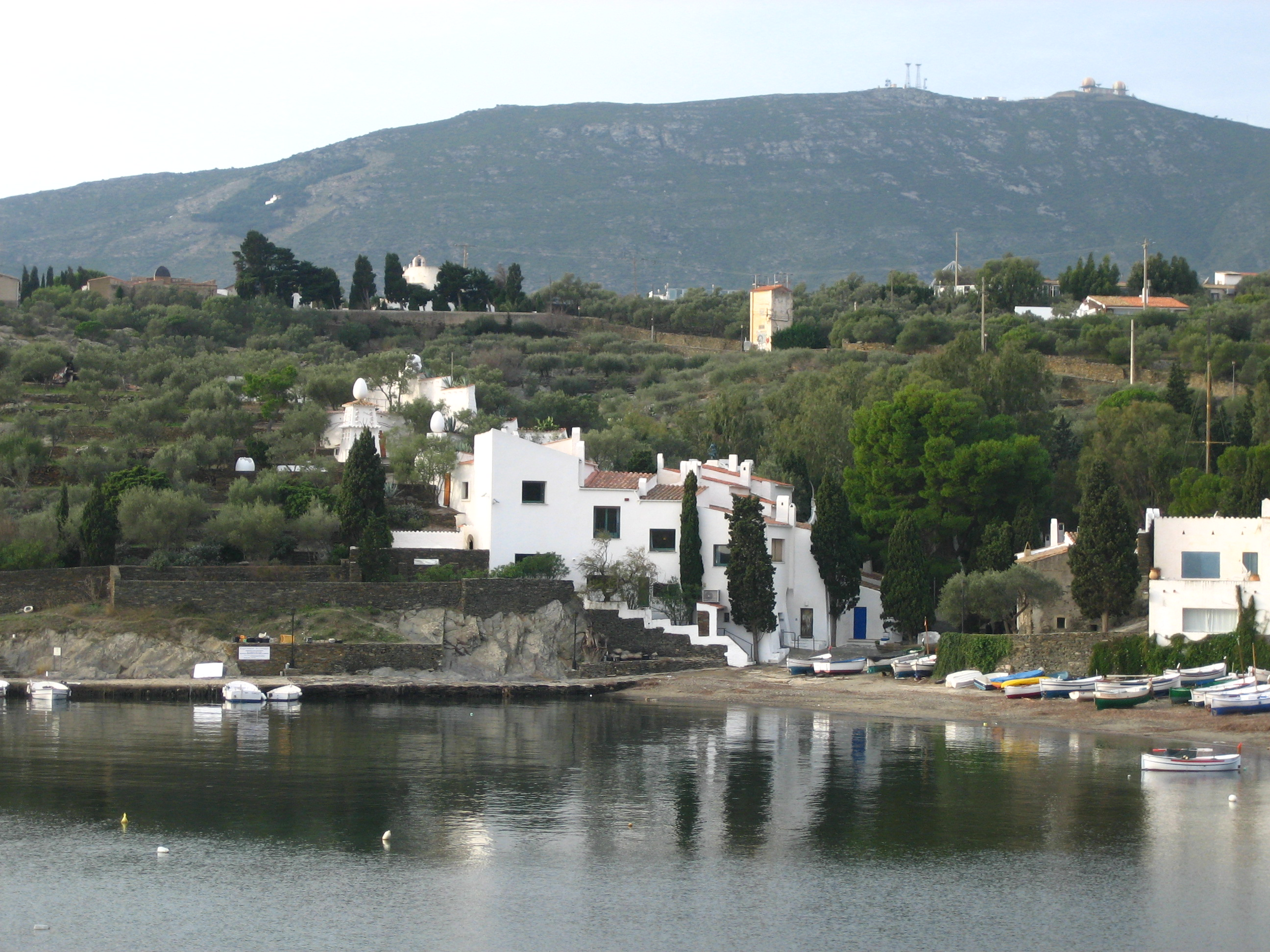
Vue générale de la maison-musée de Salvador Dalí à Portlligat.
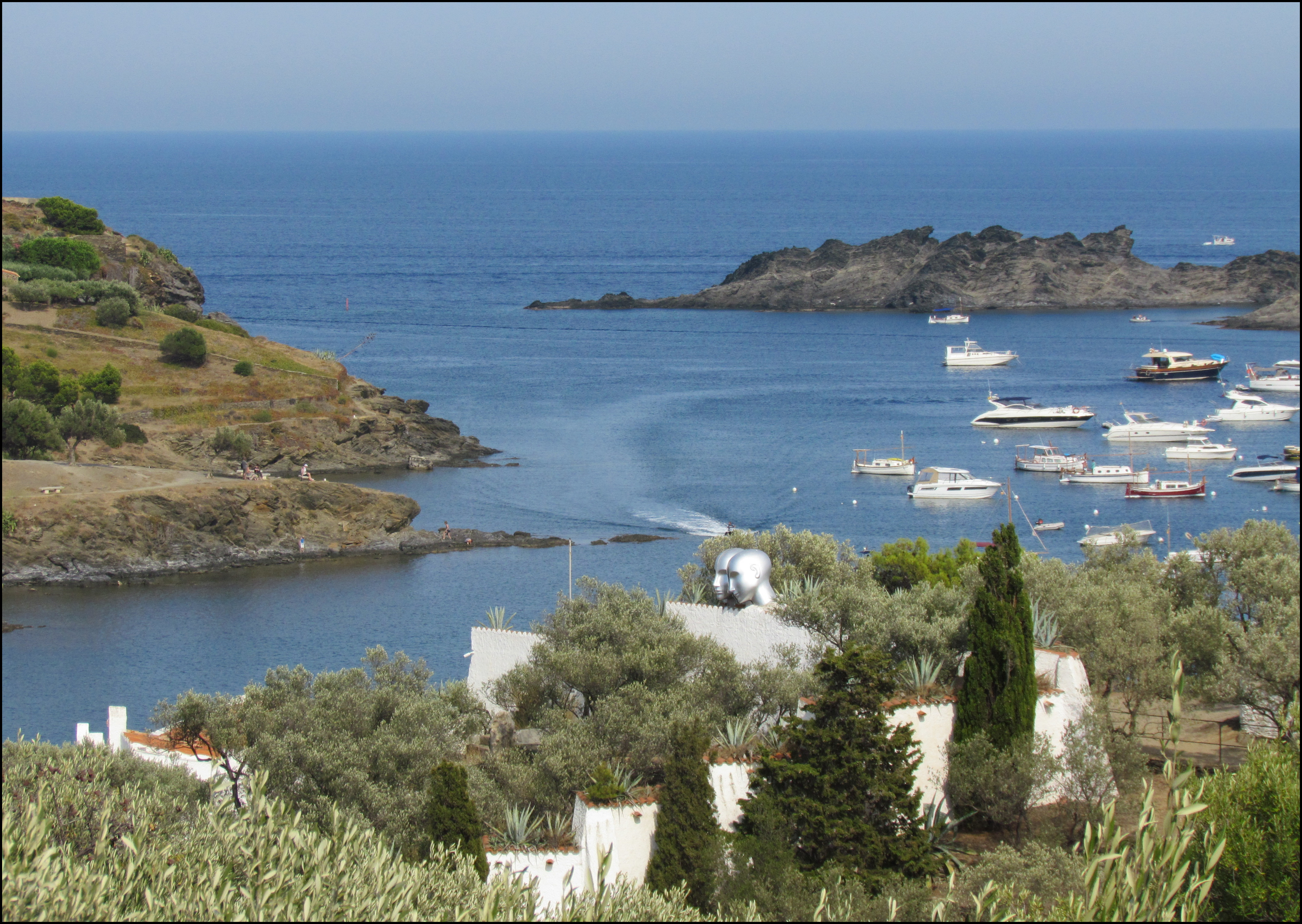
Vue sur la maison-musée de Salvador Dalí et le port.